# 800 куль
«800 куль» (ісп. 800 balas) — іспанський фільм режисера Алекса де ла Іглесіа.

## Сюжет
Дія цієї сімейної драми відбувається в наші дні, в Іспанії, але на тлі занедбаних декорацій в яких колись знімалися знамениті вестерни, а тепер на їх місці хочуть побудувати парк розваг. Три людини — три покоління однієї родини, їх взаємовідносини і закручують гострий сюжет фільму.